# Pteronotus parnellii
Pteronotus parnellii là một loài động vật có vú trong họ Mormoopidae, bộ Dơi. Loài này được Gray mô tả năm 1843.

## Hình ảnh

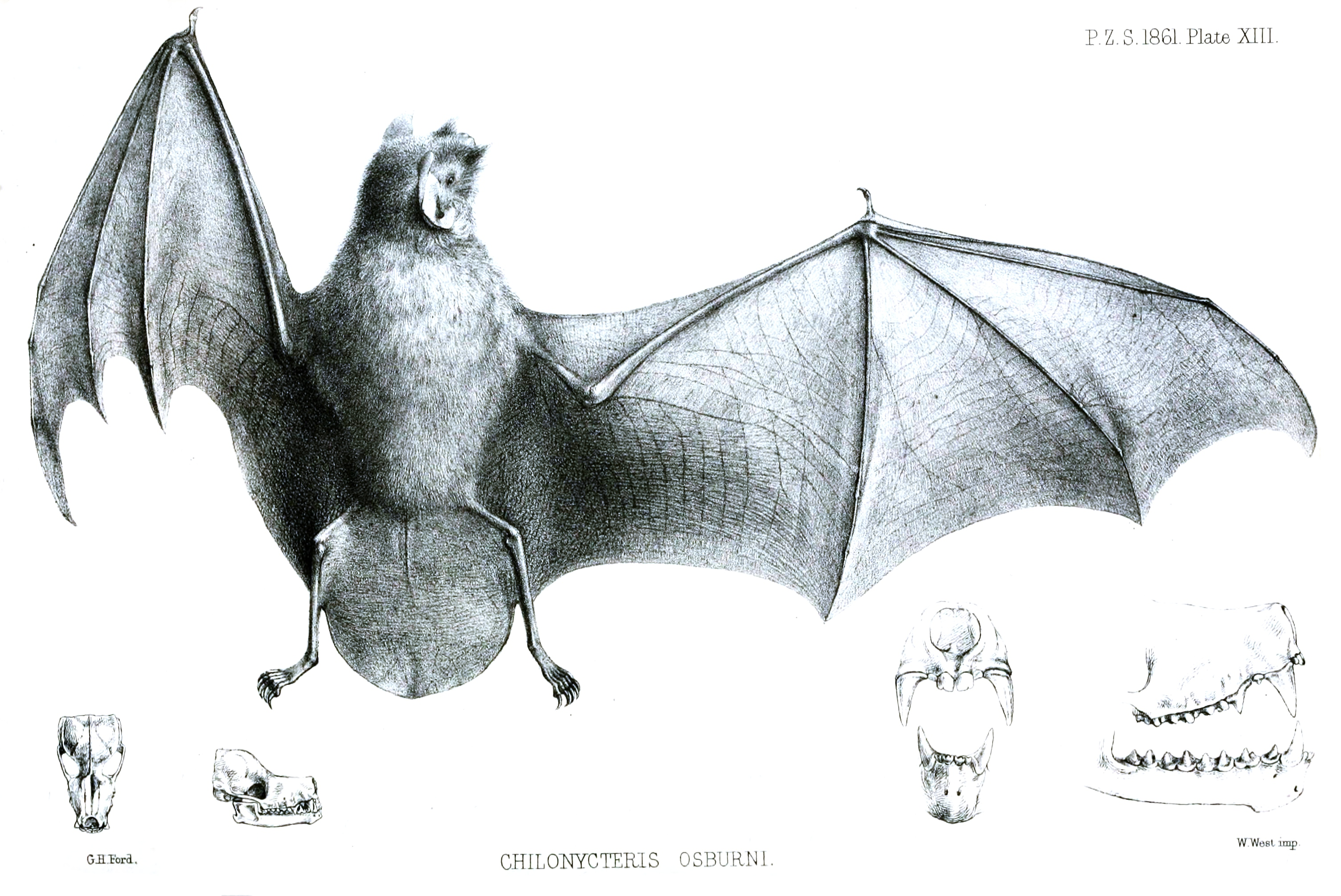